# Cerkiew św. św. Kosmy i Damiana w Bereście

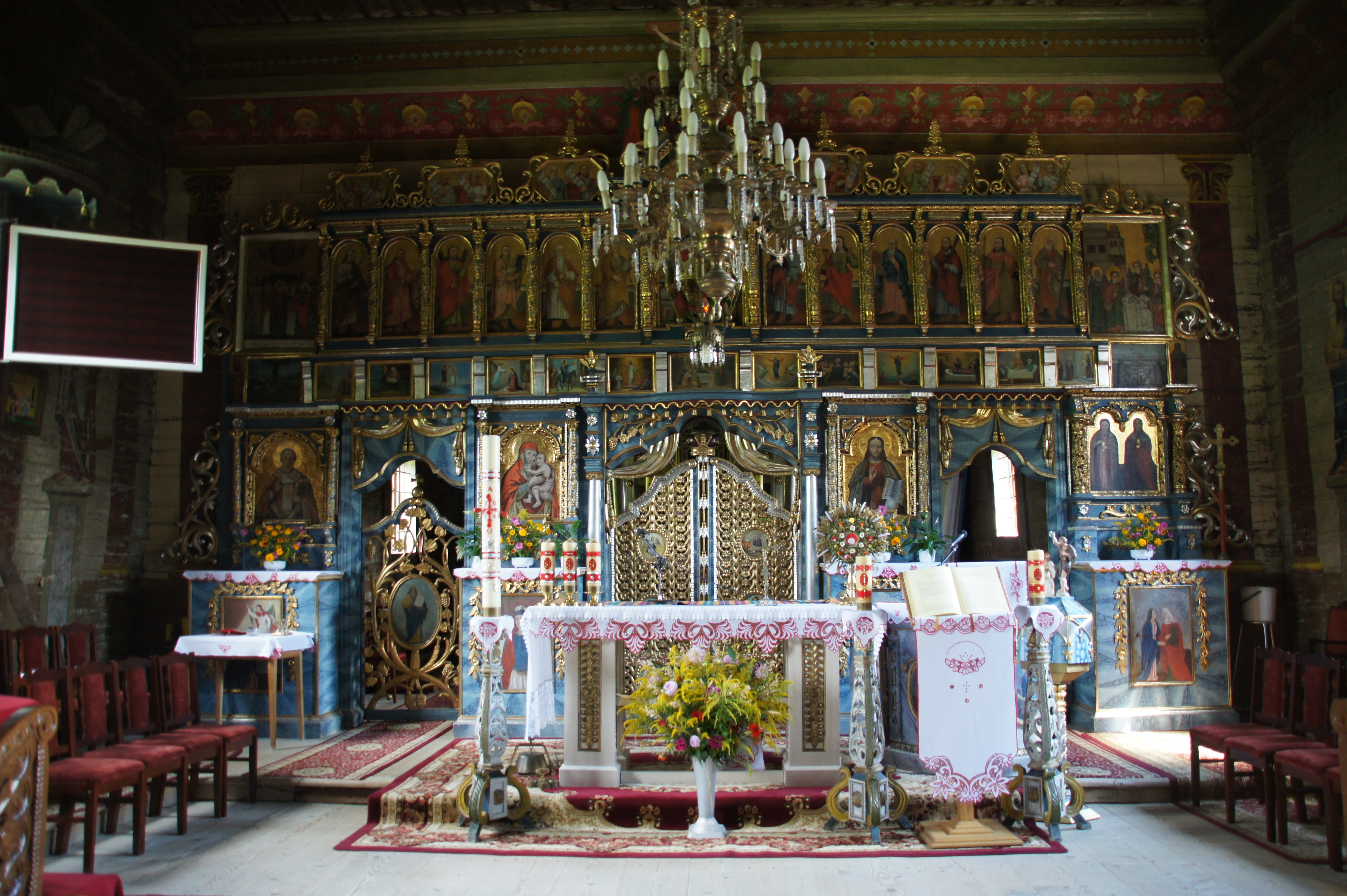
Wnętrze

Cerkiew pw. śś. Kosmy i Damiana w Bereście – dawna drewniana cerkiew greckokatolicka zbudowana w 1842, znajdująca się w miejscowości Berest.
Po 1947 zamieniona na kościół rzymskokatolicki i od 1951 pełni funkcję kościoła parafialnego pw. Matki Bożej Nieustającej Pomocy. 
Cerkiew znajduje się na Szlaku architektury drewnianej w Województwie Małopolskim. 

## Opis
Jest to cerkiew łemkowska, typ północno-zachodni, wariant młodszy, orientowana, drewniana, konstrukcji zrębowej. Trójdzielna: prezbiterium zamknięte trójbocznie, szersza kwadratowa nawa i prostokątny babiniec. Wieża konstrukcji słupowo-ramowej o pochyłych ścianach, z lekko nadwieszoną pseudoizbicą. Słupy wieży obejmują zachodnią część babińca. Wokół wieży zachata. Wszystkie ściany pobite są gontem, jedynie izbica jest odeskowana pionowo, a łączenia desek zakryto wąskimi listwami.
Nad nawą dach namiotowy z jednym uskokiem w dolnej części, nad wieżą dach namiotowy bez załamań. Nad zachodnią częścią prezbiterium, przylegającą do nawy dach kalenicowy, przechodzący płynnie w dach namiotowy z jednym załamaniem nad wschodnią częścią prezbiterium, krótki dach kalenicowy nad częścią babińca, której nie obejmuje wieża. Wszystkie dachy kryte blachą. Nad wszystkimi częściami jednolite ośmioboczne hełmy baniaste z latarniami pozornymi i żelaznymi krzyżami.

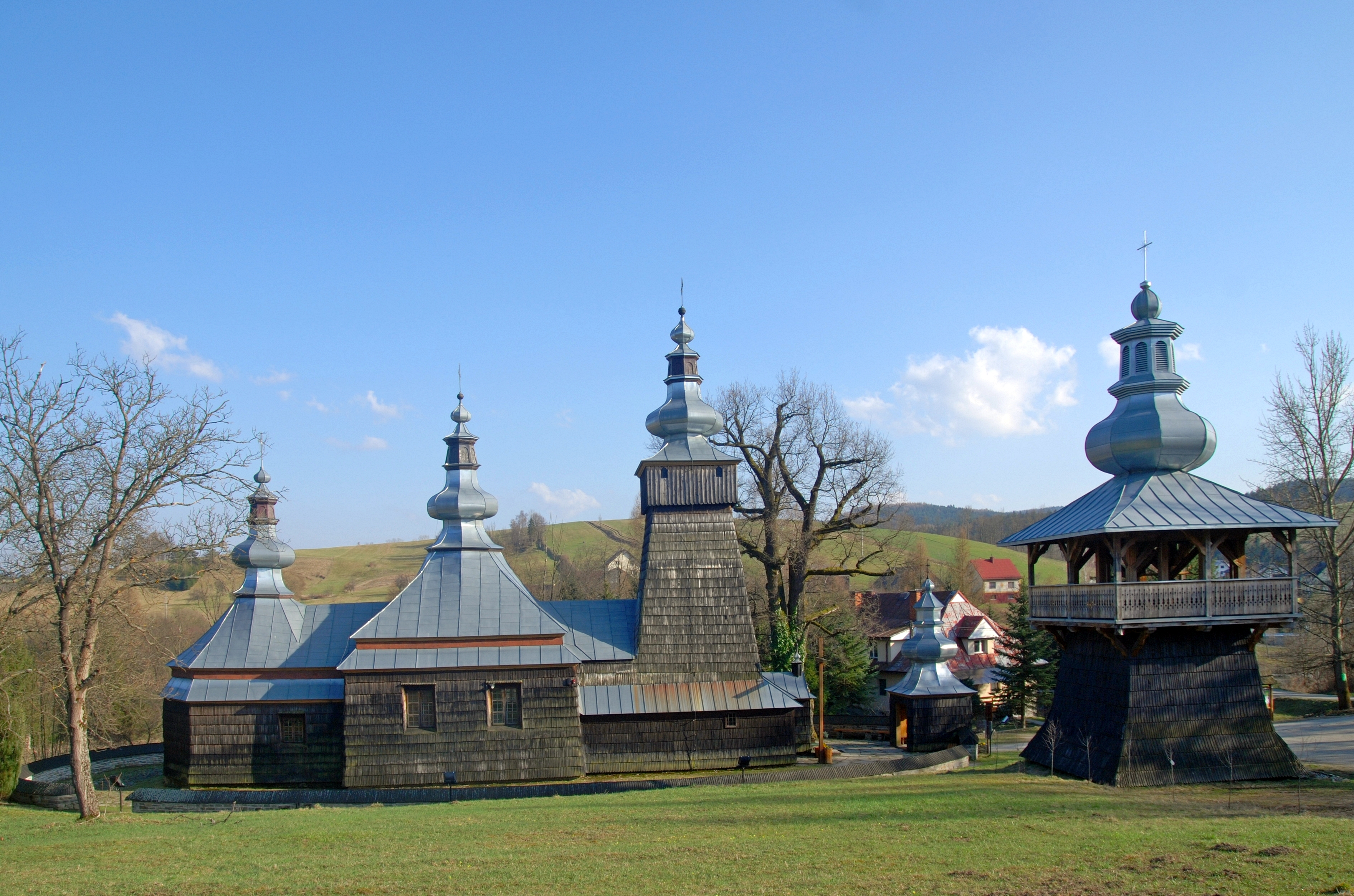
Elewacja północna
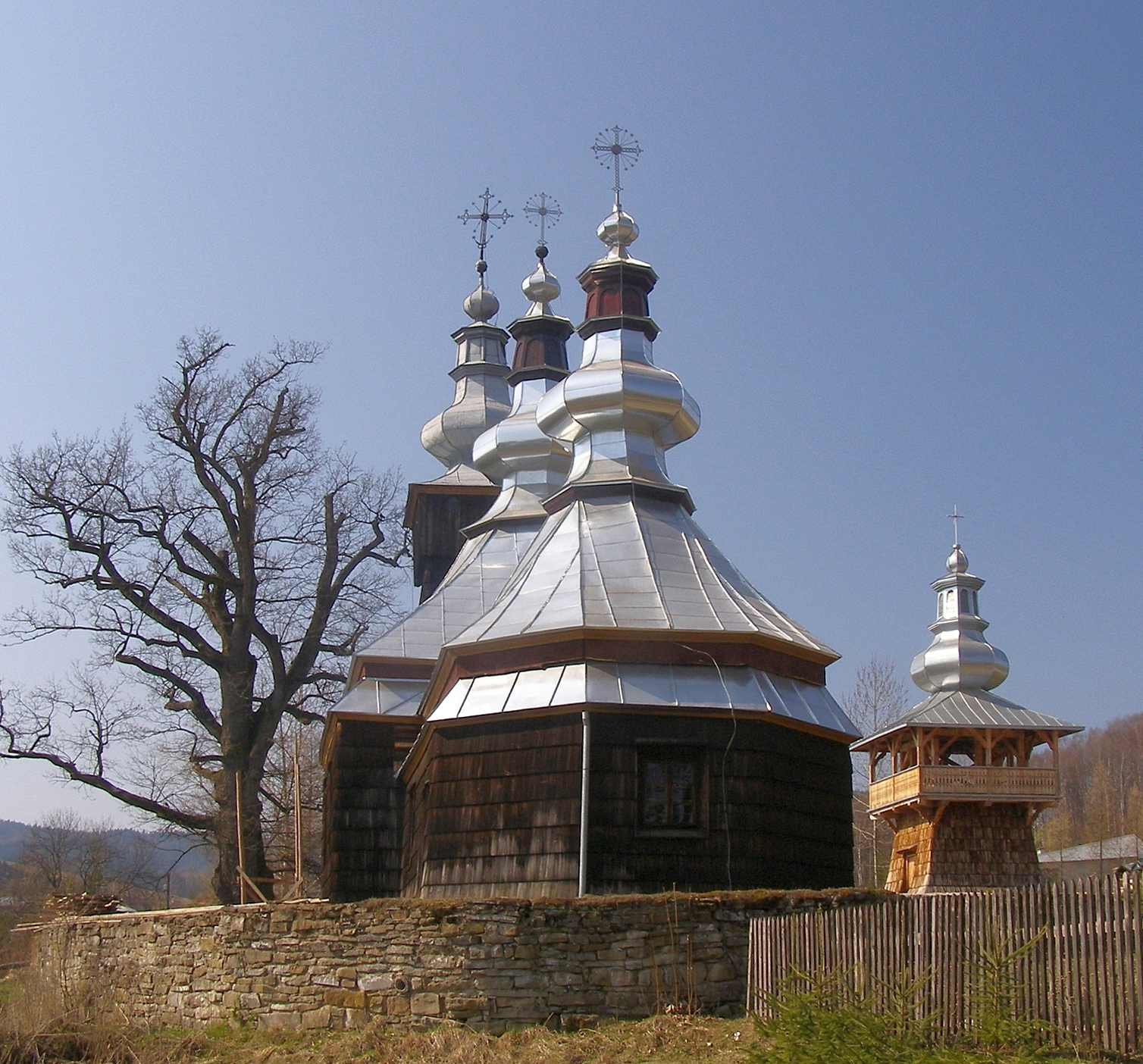
Widok od prezbiterium
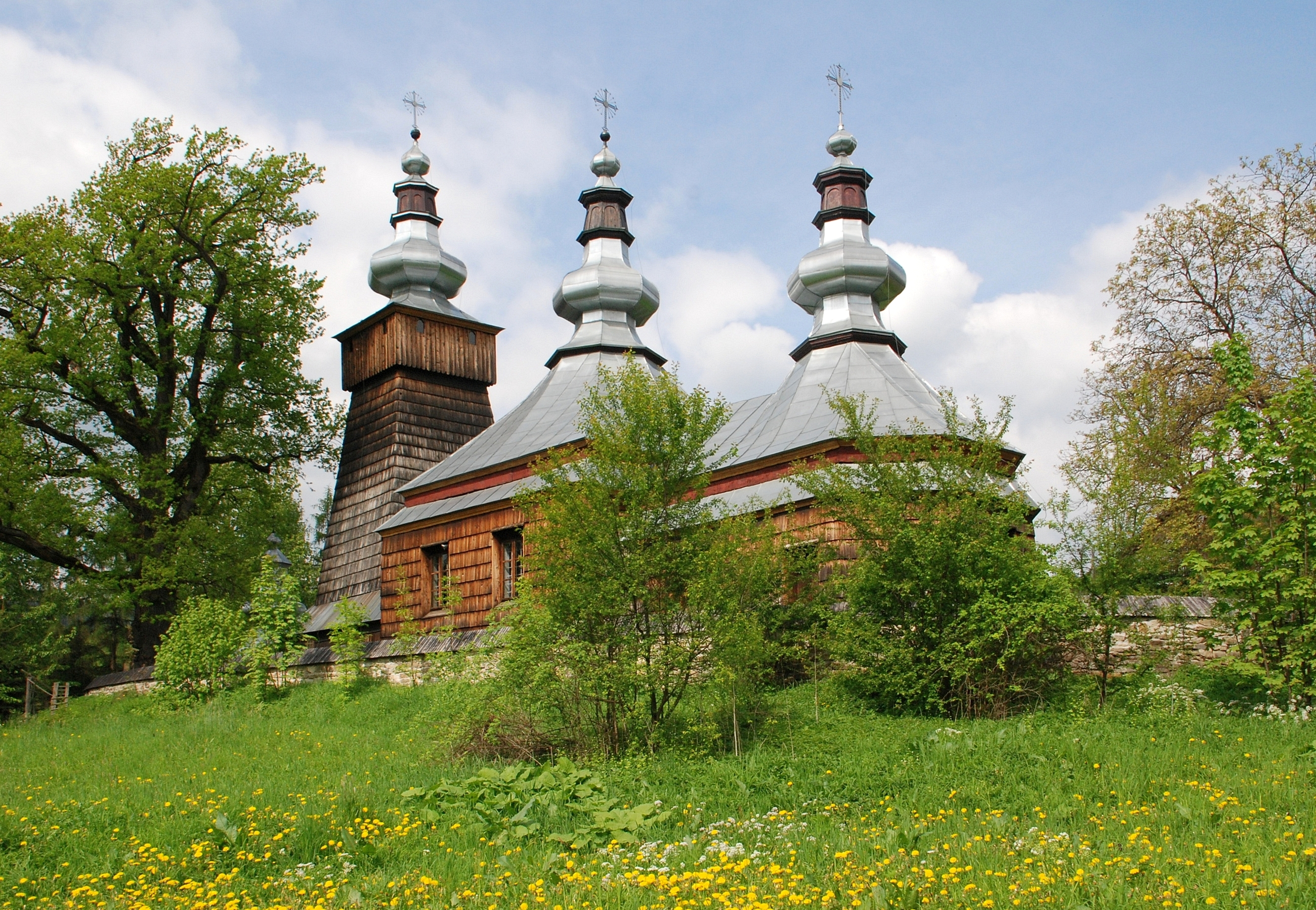
Elewacja południowa

Wewnątrz nad nawą i prezbiterium stropy z fasetami, w babińcu strop płaski. Na ścianach polichromia ornamentalna i figuralna z 1922 r. (w prezbiterium) i 1928 r. (nawa i babiniec). Między prezbiterium a nawą kompletny ikonostas, zbudowany w XIX w. z wykorzystaniem ikon pochodzących z XVII i XVIII w. W prezbiterium XIX w. ołtarz z wprawionymi w boczne ściany skrzyni ołtarzowej XVII-wiecznymi ikonami. W nawie barokowe ołtarze boczne z XVIII w. W północnym słynąca łaskami ikona Opieki Bogurodzicy (Pokrow) z 1721 r., która do 1928 r. znajdowała się w cerkwi w Izbach. Na ścianach kilka innych zabytkowych ikon.
Wokół cerkwi kamienny mur. Na linii cerkwi drewniana bramka z daszkiem namiotowym i hełmem takim samym, jak nad cerkwią. Na zewnątrz muru współczesna, drewniana dzwonnica wykonana w 2003 r. według projektu Zygmunta Lewczuka, nawiązująca proporcjami i baniastym hełmem do samej cerkwi. 